# الهدار (الأفلاج)
الهدار، هي قرية من فئة (أ) تقع في محافظة الأفلاج، والتابعة لمنطقة الرياض في السعودية. وتبعد الهدار عن محافظة الأفلاج بمسافة تقارب (120) كم. وعن الرياض حوالي 300 كم .

## السكان
بلغ عدد السكان حسب تعداد 1431هـ (4071) نسمة.

## التسمية
تعود تسمية القرية إلى وادي الهدار الذي يسيل من الجبال الواقعة جنوب القرية و يسمى رأسه بوادي الحشرج ومن روافده الفجحاني ثم أبو الهشيم ثم الخلفية والدخول وعند إلتقائه به متجهًا إلى الشرق يسمى المنسرقة ثم إذا خرج من الجبال اتجه جنوبًا حتى يلتقي بغيره من الأودية.

## ذكر البلدة لدى المؤرخين
ورد ذكر الهدار في كتاب المنازل والديار لأسامة بن مرشد الكناني الكلبي والمتوفى عام 584 هـ حيث قال: ولـ "الحريش" وادٍ يدفع على "صداء" يسمى الهدار لا يشاركهم فيه أحد, يحاذيه الشطبتان وهما واديان فيهما نخيل وهما الحريش و قشير.
كما ذكره عبدالله بن خميس في معجم اليمامة بأنه من أكبر أودية الأفلاج و أطولها امتدادًا و أكثرها روافد و أغزرها مياهًا وأكثرها عمرانًا في الماضي ينحدر من قمة جبل العارض ويقبل مشرقًا منتظمًا قرى و مناهل وتعانقه روافد كثيرة إلى أن يصب في الجول أسفل الأفلاج.
كما ذكره عبدالله الجذالين في كتاب "تاريخ الأفلاج و حضارتها": الهدار هي أبعد قرى الأفلاج، حيث تبعد عن مدينة ليلى بنحو 110 أكيال وهي عامرة بالسكان، ففيها قبيلة النتيفات وقبيلة الوداعين وقبيلة المصارير، وتحمل هذا الاسم من قديم الزمان فقد كان وادي الهدار كله خالصًا لبني الحريش.

## المعالم الأثرية
تعتبر قرية الهدار قرية تاريخية تعود للقرن العاشر هجري و بقيت مستوطنة بشرية لاحتوائها على نخيل وزرع وآبار وسوان من الإبل وفيها حصن موسى بن نمير الحرشي وحصن أبي سمرة.  بالإضافة إلى قصر صبحا الذي يعود بناؤه إلى أكثر من 400 سنة. وتعتبر البلدة هي مسقط رأس أسرة آل الصباح حكام دولة الكويت و أسرة آل خليفة حكام مملكة البحرين .